# F is for Family
F Is for Family es una serie de comedia web animada para adultos estadounidense original de Netflix ambientada en los años 1970, creada por Bill Burr y Michael Price, y producida por Gaumont International Television y Wild West Television de Vince Vaughn.
La serie se estrenó el 18 de diciembre de 2015. Fue renovada y el 30 de mayo de 2017 se estrenó la segunda temporada. El 30 de noviembre de 2018 se estrenó la tercera temporada. El 24 de enero de 2019, la serie fue renovada para una cuarta temporada, la cual fue lanzada el 12 de junio de 2020.

## Personajes

### Principales
- Bill Burr es Francis X. "Frank" Murphy es un pesimista, malhumorado, de ascendencia irlandesa, veterano de la guerra de Corea y padre de tres hijos que viven en Ryetown (Pensilvannia) en 1973.
- Laura Dern es Sue Murphy, esposa de Frank y madre de tres hijos, ama de casa y vendedora de Plast-a-Ware (parodia obvia de TupperWare).
- Justin Long es Kevin Murphy, es el hijo adolescente, cerca de la delincuencia juvenil, muestra mucho amor y cariño a sus padres (pero rara vez se guía por sus consejos).
- Debi Derryberry es Maureen Murphy, la joven hija de los Murphy, la "Princesa" de Frank, es una niña inteligente y destructiva como el resto de la familia.
- Haley Reinhart es Bill Murphy, es el hijo pequeño de Frank, es delgado y tiende a ser tímido. Se siente intimidado con frecuencia.
- Sam Rockwell es Vic, es el vecino rico de Frank, mujeriego, que se jacta de todo. Frank lo desprecia por su estilo de vida de Playboy, su actitud alegre y exitosa carrera.

### Secundarios
- Mo Collins es Jimmy, Vivian, Ben, Brandy, Ginny.
- Trevor Devall es Red, Bolo, Sr. Goomer, otros.

### Recurrentes
- Kevin Michael Richardson es Rosie, otros.
- David Koechner es Robert "Bob Pogo" Pogrohvich, Obeso Frank, jefe de la aerolínea.
- Kevin Harley es Babe, Carl, otros.
- Gary Cole es Rodger Dunbarton, dueño de la aerolínea Mohican Airways.
- Joe Buck es Lou Gagliardi, otros.
- John DiMaggio es Scoop Dunbarton, sobrino de Rodger.
- Allison Janney es Henrietta.
- T. J. Miller es Randy.

## Doblaje
| Personaje         | Actor original           | Actor de doblaje Hispanoamérica | Actor de doblaje España |
| ----------------- | ------------------------ | ------------------------------- | ----------------------- |
| Frank Murphy      | Bill Burr                | Noé Velázquez                   | Antonio Fernández Muñoz |
| Sue Murphy        | Laura Dern               | Kerygma Flores                  | Pepa Castro             |
| Kevin Murphy      | Justin Long              | Miguel Ángel Leal               | Borja Fernández Sedano  |
| Bill Murphy       | Haley Reinhart           | Héctor Ireta de Alba            | Marta Górriz            |
| Maureen Murphy    | Debi Derryberry          | Angélica Villa                  | Desirée Álvarez         |
| Vic               | Sam Rockwell             | Gerardo García                  | Eduardo Bosch           |
| Jimmy Fitzsimmons | Mo Collins               | Bruno Coronel                   | Jesús Pinillos          |
| Rosie             | Kevin Michael Richardson | Eduardo Fonesca                 | Pedro Tena              |
| Rodger Dunbarton  | Gary Cole                | Óscar Gómez                     | Fernando Castro         |
| Bob Pogo          | David Koechner           | Dafnis Fernández                | Paco Gisbert            |

## Episodios

### Primera temporada (2015)
| N.º en serie | N.º en temp. | Nombre del Episodio          | Dirigido por     | Escrito por               |
| --- | ------------ | ---------------------------- | ---------------- | ------------------------- |
| 1 | 1            | «Peripecia en Suecia»        | Benjamin Marsaud | Bill Burr & Michael Price |
| Frank es la cabeza de la familia Murphy, está casado con Sue, tiene 3 hijos: El adolescentes Kevin, el niño Bill y la pequeña Maureen. Frank trabaja en la aerolínea «Mohican Airways», odia a su vecino Vic, así que el día de la gran pelea de boxeo, Frank invita a todos a su casa para ver la pelea, en su televisor a color de 32 pulgadas (el que se ve obligado a comprar para ganarle la partida a su vecino Vic). Lo compra, pero Bill lo daña al pasarle un imán cerca de la pantalla, Frank enojado piensa que la tele se la vendieron defectuosa y va a la tienda a cambiarla, le rechazan el cambio. Como gesto de remordimiento, Bill va a la tienda para pedirle al vendedor que le cambie la tele a su papá, también es rechazado por tal motivo, el chico con la «ayuda» de su imán daña todas las teles de la tienda. Al final, todos ven la pelea en casa de Frank, en nueva televisión. |              |                              |                  |                           |
| 2 | 2            | «Maldito sábado»             | Laurent Nicolas  | David Richardson          |
| Después de descubrir que Kevin está fallando en todas las materias, Frank lo obligar a ir al trabajo con él para que vea todo el sacrificio que hace su padre por toda la familia. Kevin nota todo el ambiente del trabajo de su papá, al principio le cae bien dos ayudantes inútiles y drogadictos que prueban las pastillas que se consiguen en las maletas de los pasajeros, mientras transcurre el día Kevin se da cuenta lo duro que es el trabajo de su padre y lo ayuda con la señora dueña de las píldoras que le quitaron los ayudantes del aeropuerto. Por otro lado, Frank le dejó a Bill toda la responsabilidad de su hermana Maureen, éste hace todo lo imposible para que a su hermana pequeña no le pase nada. Finalmente, Sue se encuentra deprimida por su solitario papel como madre y esposa.                                                                                           |              |                              |                  |                           |
| 3 | 3            | «Depresión»                  | Benjamin Marsaud | Michael Price             |
| Frank va al partido de fútbol americano con su hijo Bill, dejando a Kevin en casa por las malas notas de éste en las clases. Allí se encuentra con el CEO de Mohican Airways, habla sobre la posible huelga con la que amenaza los ayudantes de carga en el aeropuerto. De regreso a casa, Frank se queda sin gasolina y es rescatado por su amigo Rosie, y sin querer Bill le confiesa que estaban en el partido de fútbol con las entradas que le regaló Bob Pogo, generando un tenso clima laboral entre Rosie y Frank. Sue va con Maureen va al centro comercial y allí se encuentra con una insoportable amiga habladora. |              |                              |                  |                           |
| 4 | 4            | «F de fatal Halloween»       | Laurent Nicolas  | Tom Gianas                |
| Es Halloween, Frank intenta disuadir a Sue para que no obtenga un trabajo en Plast-a-ware, generando tensiones entre ellos. Bill no quiere ir a buscar dulces por miedo a su abusón. |              |                              |                  |                           |
| 5 | 5            | «Bill, experto en diversión» | Benjamin Marsaud | Emily Towers              |
| Bill le intenta ocultar a su padre que fue suspendido de clases. Frank se gana el odio de todos los del trabajo al ponerse de lado de los directivos de la aerolínea. Además Frank intenta mantener una promesa a Kevin de ir a un concierto si hace toda su tarea. |              |                              |                  |                           |
| 6 | 6            | «Noche no tan buena»         | Laurent Nicolas  | David Richardson          |
| Cuando se acercan las navidades, Frank se desespera por poner fin a la huelga de los trabajadores, mientras que el perro de la casa desaparece. Kevin inicia un trabajo parcial vendiendo árboles de Navidad. Bill es obligado a ser monaguillo por su padre y se mete en problemas. |              |                              |                  |                           |

### Segunda temporada (2017)
| N.º en serie | N.º en temp. | Nombre del Episodio         | Dirigido por                      | Escrito por                   |
| --- | ------------ | --------------------------- | --------------------------------- | ----------------------------- |
| 7 | 1            | «Trineo en picada»          | Romain Bounoure & Olivier Schramm | Michael Price                 |
| Tres semanas después de ser despedido, Frank sigue desempleado. En un día de nieve, Sue decide llevar a la familia en trineo para sacarlos de su depresión. |              |                             |                                   |                               |
| 8 | 2            | «Una chica llamada Sue»     | Romain Bounoure & Olivier Schramm | David Richardson              |
| El antiguo jefe de Frank, Bog Pogo, lo contacta para ofrecerle un empleo sólo para que las cosas empeoren para Frank. Mientras tanto, Sue reflexiona sobre un cambio en su vida. |              |                             |                                   |                               |
| 9 | 3            | «El club de los mentirosos" | Romain Bounoure & Olivier Schramm | Bill Burr                     |
| Después de abandonar la oficina de desempleo, Frank se dirige hacia el amigo de Rosie, Smokey, para preguntarle por un trabajo pero no sin antes ayudar a Kevin a mudarse al sótano después de haber abandonado la escuela. Mientras tanto, Sue consigue un nuevo empleo como secretaria, pero es maltratada por los jefes sexistas de su compañía.                                                                               |              |                             |                                   |                               |
| 10 | 4            | «Turno nocturno»            | Romain Bounoure & Olivier Schramm | Emily Towers                  |
| Frank consigue un empleo como operario de máquinas dispensadoras cortesía de Smokey, constantemente duerme durante el día e ignora a Sue y a su familia. Mientras tanto, Kevin y su banda intentan conseguir un concierto y Sue tiene una idea para un nuevo producto de Plast-a-Ware. |              |                             |                                   |                               |
| 11 | 5            | «Bill al límite»            | Romain Bounoure & Olivier Schramm | Joe Heslinga                  |
| Después que Frank se enterara de que Kevin y su banda tocarían en un show escolar, sus intentos de detenerlo causan una intensa tensión entre él y Kevin. Bill, después de haber recibido dinero de su trabajo como repartidor de periódicos, intenta comprar un palo de hockey para las pruebas de hockey, pero un enfrentamiento con el matón local, Jimmy, lo empuja al límite.                                                |              |                             |                                   |                               |
| 12 | 6            | «Esto no está bien"         | Romain Bounoure & Olivier Schramm | Henry Gammill                 |
| Cuando el nuevo trabajo de Frank incluye una parada en el aeropuerto, termina en un aprieto con Bob. Kevin intenta tener una cita con una chica «peluquera», pero por problemas de erección él escapa y esto atrae la atención de la nueva novia de Vic. También, Bill empieza a disfrutar quebrantar la ley, lo que preocupa mucho a su amigo Phillip.                                                                           |              |                             |                                   |                               |
| 13 | 7            | «Noche de pelea»            | Romain Bounoure & Olivier Schramm | Eric Goldberg & Peter Tibbals |
| Las acciones turbias individuales de Frank y Sue hacen que tengan una gran pelea en su aniversario cuando se les convoca a una reunión con la maestra de la escuela de Maureen. |              |                             |                                   |                               |
| 14 | 8            | «F de fijar»                | Romain Bounoure & Olivier Schramm | Valeri Vaughn                 |
| Frank y Sue tratan de lidiar con sus problemas matrimoniales; Kevin se siente culpable por acostarse con la nueva novia de Vic. Cuando Jimmy trató de hacer las pases con Bill luego de haber salido del Colegio Militar Católico, Phillip revela que el plan de Bill ideó para mandarlo lejos, causando que Jimmy vuelva a su antigua faceta de bully.                                                                           |              |                             |                                   |                               |
| 15 | 9            | «Nos sanamos rezando"       | Romain Bounoure & Olivier Schramm | Marc Wilmore                  |
| Frank y Sue van al retiro de pareja para obtener ayuda de un sacerdote cuando su matrimonio comienza a tener problemas. Mientras tanto, Bill y sus amigos tratan de negociar con un vengativo Jimmy, mientras que Kevin se ve obligado a tratar con Vic cuando este último se entera de la aventura de su novia con Kevin. |              |                             |                                   |                               |
| 16 | 10           | «Ya aterriza»               | Romain Bounoure & Olivier Schramm | Michael Price                 |
| El día toma un traumático giro para los Murphy cuando la creadora de Plast-a-Wares toma el crédito por el invento de Sue. Frank y sus amigos intentan deshacerse de «Scoop», el nuevo gerente del aeropuerto mentalmente inestable (sobrino de Roger Dunbarton), que inadvertidamente les hace quedar atrapados en medio de un ataque terrorista causado por una banda de terroristas domésticos al estilo de los Black Panthers. |              |                             |                                   |                               |

### Tercera temporada (2018)
| N.º en serie | N.º en temp. | Nombre del Episodio             | Dirigido por    | Escrito por                   |
| --- | ------------ | ------------------------------- | --------------- | ----------------------------- |
| 17 | 1            | «El verano ya llegó»            | Olivier Schramm | Eric Goldberg & Peter Tibbals |
| Con el verano a la vuelta de la esquina y Sue esperando un cuarto hijo, los Murphys asisten al desfile del Día de los Caídos, donde cada uno de ellos enfrentan un cierto problema |              |                                 |                 |                               |
| 18 | 2            | «TV enseña mucho»               | Sylvain Lavoie  | David Richardson              |
| Frank conoce a su nuevo vecino, Chet Stevenson, al que invita con su esposa vietnamita Nguyen-Nguyen al autocine con su familia, para disgusto de Sue ya que ella quería pasar tiempo a solas con Frank. |              |                                 |                 |                               |
| 19 | 3            | «Bien bill"                     | Olivier Schramm | Marc Wilmore                  |
| El nuevo invento de Sue «La Multiutensilios», una navaja suiza con utensilios de cocina, suscita problemas con su grupo de apoyo de las esposas de los vecinos. Kevin asiste a la escuela de verano por reprobar álgebra, donde pronto se gana el respeto de sus compañeros. Bill y Phillip van a la piscina pública, donde Bill tiene una chance de estar con la chica que le gusta, Bridget Fitzsimmons, la hermana menor del matón Jimmy, pero la oportunidad termina en un vergonzoso incidente de palizas. Frank es ascendido de cargo en su trabajo por el cual su amigo Rosie estaba esperando, haciendo que este último se enoje por completo e incite a Frank a tratar de reparar las relaciones entre él y su jefe, Bob Pogo. |              |                                 |                 |                               |
| 20 | 4            | La aventura del Sr. Murphy      | Sylvain Lavoie  | Michael Price                 |
| Frank, Chet, Vic y el resto de vecinos trabajan en el nuevo cuarto para el bebé, pero pronto Chet lleva a Frank un paseo en un jet mientras que la amistad de Bill y Phillip se tambalea luego de que este último se pusiera celoso de Bridget. |              |                                 |                 |                               |
| 21 | 5            | «el juego de amor »             | Olivier Schramm | Emily Towers                  |
| Sue vuelve a reunir a las vecinas para hablar de su invento. Frank esta nervioso de que Chet quiera pasar tiempo con Vic. Bill y Bridget se escabullen al caer la noche y deambulan por la ciudad como una «primera cita». |              |                                 |                 |                               |
| 22 | 6            | «Ponche patrio»                 | Sylvain Lavoie  | Joe Heslinga                  |
| Sue descubre que Chet no trata nada bien a Nguyen-Nguyen e intenta advertirle a Frank, lo que pone a este último en una posición incómoda en una barbacoa del 4 de julio en el vecindario. |              |                                 |                 |                               |
| 23 | 7            | «Vacaciones de verano»          | Olivier Schramm | Valeri Vaughn                 |
| Los Murphys pasan unas desastrosas vacaciones en el lago incluyendo permanecer en una cabaña en ruinas, la visita de los padres de Sue y Kevin tratando de superar el trauma de su infancia de casi ahogarse en una piscina en un hotel cercano. |              |                                 |                 |                               |
| 24 | 8            | «En la sangre»                  | Sylvain Lavoie  | Henry Gammill                 |
| Frank ve el lado oscuro de Chet después de que este último lo reprende por construir la habitación del nuevo bebé sin permiso, lo que termina afectando su amistad con los vecinos. Maureen y Phillip se entrenan para participar en un programa de juegos que Phillip y su hermano menor Anthony disfrutan. Bridget «deja» a Bill, pero lo trata como si él la hubiera abandonado, para frustración de Bill. Kevin descubrió que su banda lo reemplazó después de que renunció como guitarrista, lo que le llevó a hacer una tarea humillante para volver a entrar. |              |                                 |                 |                               |
| 25 | 9            | «Frank, el padre»               | Olivier Schramm | Bill Burr                     |
| Frank prueba una nueva faceta parental luego que Kevin fuera arrestado. Maureen intenta ganar el concurso pero los productores corruptos no lo creen. Bill toma una decisión que cambiaría su vida. |              |                                 |                 |                               |
| 26 | 10           | «La noche libre de Bill Murphy» | Sylvain Lavoie  | Michael Price                 |
| Bill intenta huir con Bridget a Pittsburgh pero ella escapa a último minuto y Bil más tarde escapa del tren para emprender el camino a casa mientras su familia y amigos se reúnen para encontrarlo. |              |                                 |                 |                               |